# 果敢革命軍
果敢革命軍，1962年緬甸發生軍人政變。楊振材在臘戍被逮捕，果敢土司家族在1963年10月組織了反奈溫政權的軍隊，為果敢革命軍。最初軍隊的領導者為楊振聲，1965年緬軍進入果敢後，楊振聲領導的果敢革命軍崩潰，楊經由克欽逃往泰國。其後有楊振業、彭家聲等人重新組織果敢人民革命軍與羅星漢對抗。